# جائزة أيطاليا الكبرى 1928
جائزة أيطاليا الكبرى 1928 (بالإنجليزية: 1928 Italian Grand Prix)‏ هو سباق فورمولا 1 أقيم بتاريخ 9 سبتمبر 1928 في مونزا. كان الثاني من أصل 2 في بطولة العالم لسباقات الفورمولا واحد موسم 1928. حلّ الموناكي لويس تشيرون أولا.